# L'imboscata selvaggia
L'imboscata selvaggia (Hidden Guns) è un film del 1956 diretto da Albert C. Gannaway.
È un western statunitense con Bruce Bennett, Richard Arlen e John Carradine.

## Produzione
Il film fu diretto e prodotto da Albert C. Gannaway, su una sceneggiatura e un soggetto di Samuel Roeca e dello stesso Gannaway, per la Republic Pictures (la produzione è accreditata nei titoli come "Gannaway-Ver Halen Production") e girato nei Kling Studios e nel Ray Corrigan Ranch a Simi Valley, in California, dal 15 al 30 giugno 1955. Il titolo di lavorazione fu Hired Guns. I brani della colonna sonora The Sheriff e Vice Versa furono composti da Hal Levy (parole) e Al Gannaway (musica).

## Distribuzione
Il film fu distribuito con il titolo Hidden Guns negli Stati Uniti dal 30 gennaio 1956 al cinema dalla Republic Pictures.
Altre distribuzioni:
- in Svezia l'11 marzo 1957 (Med döden i bakhåll)
- in Finlandia il 23 maggio 1958 (Naurava kuolema)
- in Messico l'8 novembre 1962 (El asesino oculto)
- in Italia (L'imboscata selvaggia)